# Country Garden
Country Garden (碧桂园S, BìguìyuánP) è una compagnia di sviluppo immobiliare con sede nel Guangdong, in Cina. Nel 2018 si è classificata al 353º posto nella Fortune Global 500 List. Nello stesso anno presentava una capitalizzazione di mercato di oltre $ 29,84 miliardi; con oltre 200 sviluppi di complessi residenziali di fascia alta in Cina, Malesia e Australia nel suo vasto portafoglio di progetti internazionali. 
Sino alla crisi immobiliare del 2023, la società aveva venduto proprietà a oltre 1.500.000 proprietari di case e impiegava oltre 124.000 persone in tutto il mondo. Il mercato principale dell'azienda era comunque la Repubblica popolare cinese. 

## Storia
Fondata nel 1992 a Shunde, Guangdong, Country Garden è stata quotata nella Borsa di Hong Kong il 20 aprile 2007, rendendo miliardari i suoi 5 azionisti. Il fondatore Yang Guoqiang (楊國強S) veniva da un passato da contadino e muratore. Nel 2014 Country Garden ha raggiunto il 6º posto tra le società di sviluppo immobiliare in Cina per vendite. Nel 2005 Yang ha trasferito le sue azioni alla figlia Yang Huiyan, rendendola la donna più ricca d'Asia e la 38ª tra le persone più ricche del mondo secondo Forbes nel 2020, con un patrimonio personale di 20,3 miliardi di dollari. Nel febbraio 2023 Yang Guoqiang si è dimesso per motivi di età dalla carica di presidente del consiglio di amministrazione di Country Garden nel febbraio 2023. Al suo posto è subentrata la figlia Yang Huiyan. Dopo le dimissioni, Yang Guoqiang ha mantenuto il ruolo di consigliere speciale della società registrata nelle Isole Cayman.

## Attività
Il 2 aprile 2015 il gigante cinese delle assicurazioni Ping An è diventato il secondo azionista in Country Garden acquistando il 9,9% della compagnia per 800 milioni di dollari. Nel giugno 2018 Country Garden ha bloccato tutti i progetti in Cina per ispezioni di sicurezza a seguito di un incidente in un suo cantiere nella provincia orientale di Anhui che ha ucciso 6 persone. Nell'agosto 2018, il Primo ministro della Malesia Mahathir Mohamad dichiarò di voler vietare agli stranieri di comprare case costruite da Country Garden nella punta meridionale del paese.
Nell'ottobre 2019, Country Garden, tramite Walker Corporation, ha ricevuto l'approvazione per sviluppare la prima fase del progetto South East Wilton. Questa approvazione è controversa perché il lato orientale del sito taglierà i corridoi dei Koala lungo Allens Creek. L'area del Greater Macarthur, di cui South East Wilton è la sezione più meridionale, ospita la più grande colonia di Koala in via di recupero nel New South Wales.

### Crisi di liquidità
A partire dall'8 agosto 2023, secondo le dichiarazioni di un consorzio di investitori con sede a Hong Kong, la società è risultata inadempiente sull'importo cumulativo di 45 milioni di dollari USA in relazione agli esborsi di interessi legati a due obbligazioni offshore in dollari USA. La società ha avuto un margine di 30 giorni per effettuare i pagamenti. Qualora non facesse fronte a tali obblighi finanziari, sarebbe inadempiente alle previsioni contenute nei contratti obbligazionari.
C'erano già state voci sulla salute finanziaria di Country Garden, che costruisce proprietà residenziali in località urbane di terzo e quarto livello. La valutazione delle sue azioni aveva assistito a un precipitoso declino. Nel gennaio 2023 il prezzo delle azioni era di HK $ 3,24 (equivalente a 41 centesimi di dollaro USA). Questa valutazione rifletteva ottimistiche aspettative di una ripresa economica in Cina, insieme a un aumento delle transazioni immobiliari dopo l'allentamento delle politiche "zero covid". Con l'avvicinarsi dell'epilogo del luglio 2023, il valore delle azioni della società era tuttavia diminuito in modo significativo, toccando il minimo a HK $ 1,58.
Il 10 agosto 2023, Country Garden ha avvertito dell'esistenza di una grande perdita netta per i primi sei mesi del 2023 a causa della svalutazione dei progetti immobiliari e del calo dei margini di profitto; la perdita avrebbe dovuto essere compresa tra CN ¥ 45 miliardi (US $ 6,25 miliardi) e CN ¥ 55 miliardi, dopo un utile netto di circa CN ¥ 1,91 miliardi nello stesso periodo del 2022. Le azioni della società sono diminuite al 14,4% fino al minimo storico il giorno successivo all'avvertimento sui profitti, chiudendo per la prima volta sotto HK$ 1.
Il 10 agosto 2023, Country Garden ha nominato China International Capital Corporation (CICC) come suo consulente finanziario per gestire la ristrutturazione del suo debito del mercato pubblico. Il 12 agosto 2023, Country Garden Real Estate Group ha annunciato la sospensione delle negoziazioni di undici obbligazioni onshore alla Borsa di Shenzhen e alla Borsa di Shanghai a partire dal 14 agosto, a seguito della divulgazione da parte dei suoi azionisti di controllo di una significativa perdita del primo semestre. Questa decisione riguarda più obbligazioni societarie denominate in yuan emesse nel 2021 e nel 2022, con discussioni sulla ristrutturazione a causa delle sfide di liquidità. Le obbligazioni della società hanno subito un forte calo di valore dall'agosto 2023, provocando discussioni con gli obbligazionisti sulle modalità di rimborso e sulle potenziali soluzioni per affrontare le difficoltà finanziarie.